# José Luis Ortiz Moreno
José Luis Ortiz Moreno (né en 1967)  est un astronome de l'Institut d'astrophysique d'Andalousie en Espagne.

## Biographie
Ortiz dirige une équipe travaillant à l'observatoire de Sierra Nevada à Grenade, où il est codirecteur de la technologie.
Le 29 juillet 2005, Ortiz annonça la découverte d'un nouvel objet de la ceinture de Kuiper qui reçut la dénomination provisoire 2003 EL61, et qui sera désigné comme la planète naine (136108) Hauméa le 17 septembre 2008.
Michael E. Brown et son équipe au Caltech avaient également observé Hauméa et lui avaient donné le surnom « Santa ». Brown accepta initialement qu'Ortiz et son équipe soient crédités de la découverte. Cependant, Ortiz a reconnu plus tard qu'il avait eu accès aux recherches et données de Brown avant d'annoncer sa découverte ; cette éventuelle faille éthique est en cours d'examen.
Le 21 janvier 2017, profitant de l'occultation de l'étoile URAT1 533–182543, José Luis Ortiz et son équipe découvre un anneau autour de la planète naine Hauméa.
Le Centre des planètes mineures le crédite personnellement de la découverte de l'astéroïde (416252) Manuelherrera, effectuée le 5 mars 2003.
L'astéroïde (4436) Ortizmoreno a été nommé d'après lui.